# Rockwood, Pennsylvania
Rockwood är en ort i Somerset County i delstaten Pennsylvania, USA.